# Robert Coates
Robert Myron Coates (1897–1973) fue un escritor estadounidense y crítico de arte para el New Yorker. 
Tomó prestado de Alfred Barr (revista Der Sturm, 1919) el término «Expresionismo abstracto» en 1946 para referirse a las obras de Arshile Gorky, Jackson Pollock y Willem de Kooning. 
Como escritor de ficción, está considerado miembro de la Generación perdida, habiendo pasado parte de su vida en el extranjero, en Europa. Sus primeras tres novelas son muy experimentales, recurriendo al dadaísmo, surrealismo y expresionismo por su efecto. Sus últimas dos novelas ejemplifican la novela policíaca en la que el narrador presenta un estudio psicopatológico del protagonista.

Hoy en día, Coates es conocido sobre todo por The Outlaw Years (1930), que se refiere a la historia de los piratas de tierra del camino Natchez (Natchez Trace). Es la única obra del autor que aún se imprime.

## Novelas
The Eater of Darkness (1926)

Yesterday's Burdens (1933)

The Bitter Season (1946)

Wisteria Cottage (1948)

The Farther Shore (1955)

## Colecciones de cuentos
All The Year Round (1943)

The Hour After Westerly (1957)

The Man Just Ahead Of You (1965)

## No ficción
The Outlaw Years (1930)

The View From Here (1960)

Beyond the Alps (1961)

South of Rome (1965)

## Para saber más
- Pierce, C., "Gertrude Stein and her Thoroughly Modern Protege." Modern Fiction Studies 42.3 (Otoño 1996): 607-25.

---. "Language • Silence • Laughter: The Silent Film and the 'Eccentric' Modernist Writer." SubStance 16.1 (1987): 59-75.

- Roza, M., "Following Strangers: The Life and Literary Career of Robert Myron Coates (1897-1973)." U. of Nijmegen Diss., 2005.

- Datos: Q9069789